# Брунн (Мекленбург-Передня Померанія)
Брунн (нім. Brunn) — громада в Німеччині, розташована в землі Мекленбург-Передня Померанія. Входить до складу району Мекленбургіше-Зенплатте. Складова частина об'єднання громад Неферін.
Площа — 47,68 км2. Населення становить 1040 ос. (станом на 31 грудня 2020).